# 半島方面作戦

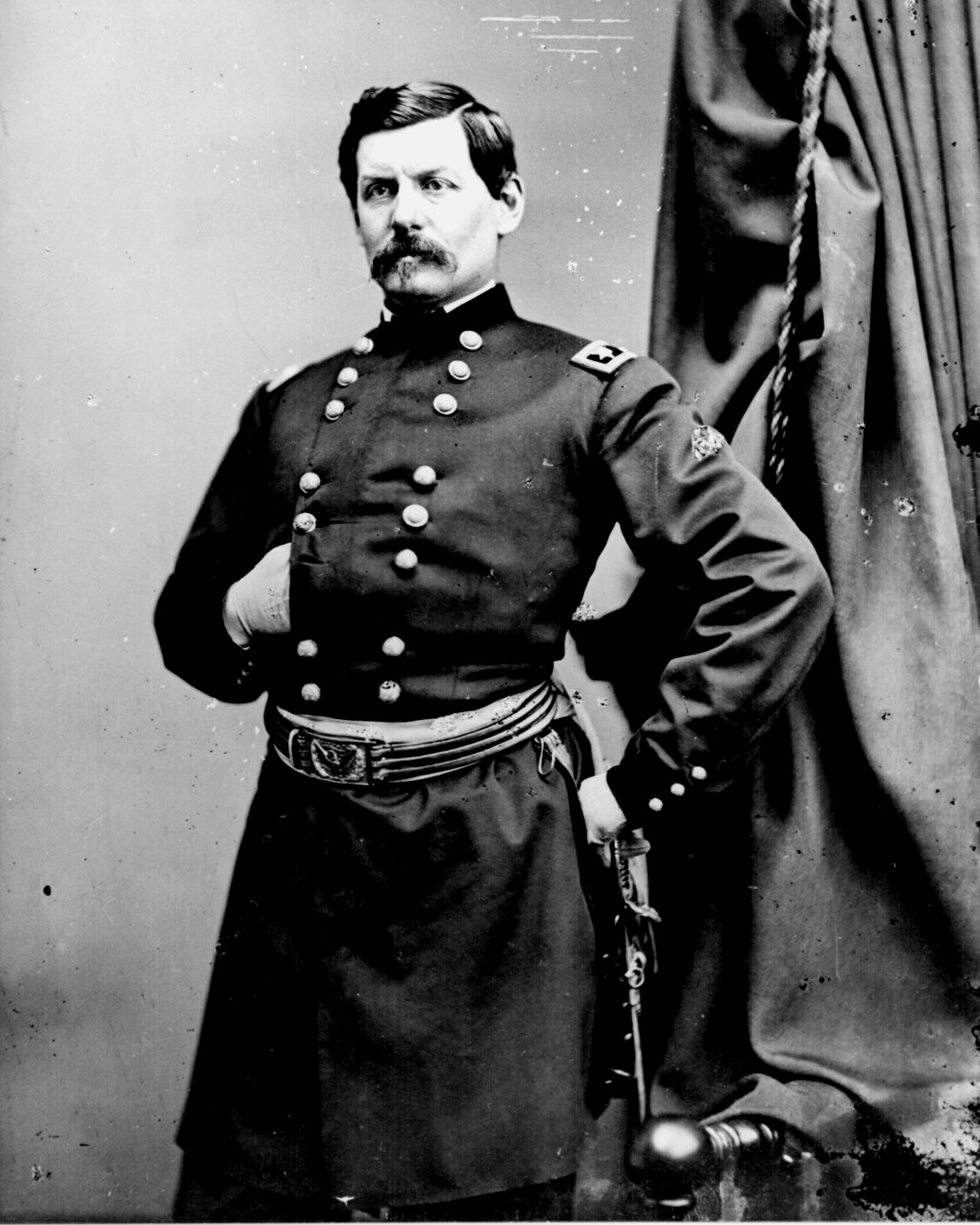
半島方面作戦を指揮した北軍のジョージ・マクレラン将軍

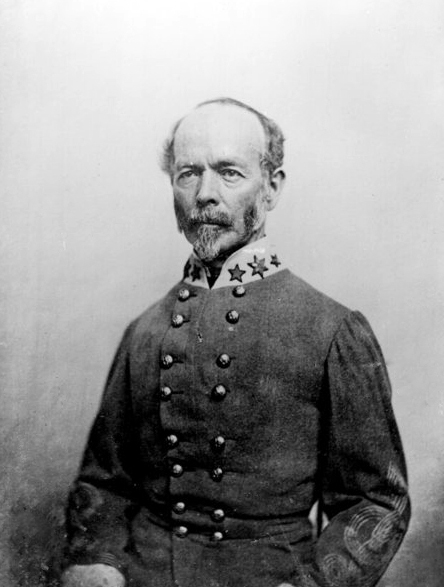
南軍の指揮官ジョセフ・ジョンストン将軍

南北戦争の半島方面作戦（はんとうほうめんさくせん、英:Peninsula Campaign、あるいはPeninsular Campaign）は、1862年3月から7月に東部戦線では北軍最初の大規模攻勢としてバージニア州南東部に発した作戦である。ジョージ・マクレラン少将に指揮されたこの作戦は、バージニア州北部にいる南軍を出し抜いて海陸協働で迂回経路を採り、アメリカ連合国の首都リッチモンドを陥れようという意図があった。マクレランは当初自分と同じくらい慎重なジョセフ・ジョンストン将軍に対して作戦をうまく進めていたが、ロバート・E・リー将軍の登場によって作戦の性質が変わり、北軍は惨めな敗北を喫した。
マクレランはその軍をモンロー砦で上陸させ、バージニア半島を北西に進んだ。南軍のジョン・B・マグルーダー准将は狭い半島に3本の防御線を布いた。最初の防御線はウォーウィック線と呼ばれ、ヨークタウンからマルベリー・アイランドを結ぶものであり、マクレラン軍に不意打ちを食らわせた。マクレランは急速に進軍したいという望みが潰え、自軍にはヨークタウンの包囲戦に備えるよう命令した。包囲戦の準備が完了する直前に、このときはジョンストンが直接指揮していた南軍はリッチモンドへ向けて後退を始めた。この方面作戦の最初の大きな戦闘はウィリアムズバーグの戦いであり、北軍はなんとか戦術的勝利を引き出したが、南軍はその後退を続けた。エルサムズ・ランディングの戦いでの水陸両面による側面攻撃でも南軍の後退を遮断することはできなかった。ドルーリーズブラフの戦いでは海軍によるジェームズ川を使ってリッチモンドに達しようという試みが撃退された。
マクレラン軍がリッチモンド郊外に到着すると、ハノーバー・コートハウスで小さな戦闘が起こったが、続いてジョンソンによる急襲であるセブンパインズの戦い、あるいはフェアオークスの戦いが起こった。この戦闘は決着が着かず、大きな損失を出したが、この方面作戦の間続くことになる効果を生んだ。ジョンストンがこの戦いで負傷し、6月1日に、より戦闘的なロバート・E・リー将軍に指揮官が交代し、リーはその軍の組織を再構成して攻勢に出る準備をした。
リーが指揮しマクレランに対して攻勢に出た6月25日から7月1日の終盤の戦闘は、半島方面作戦の部分と正式には考えられているが、一般には七日間の戦いと呼ばれ、本稿では詳述しない。

## 背景
マクレランは1861年から1862年に掛けての冬を、その新しいポトマック軍の訓練とエイブラハム・リンカーン大統領からの南軍に対して進軍せよという要求への闘争に費やした。リンカーンはワシントンD.C.から丁度30マイル (50 km)のバージニア州センタービルにいるジョセフ・ジョンストン将軍の軍隊のことを特に心配していた。マクレランはジョンストン軍の戦力を過大に評価しており、目標をその軍から連合国首都リッチモンドに換えた。水路によってラッパハノック川沿いにあるアーバナに渡り、ジョンストン軍が行く手を遮るように動く前に陸路をリッチモンドに進むことを提案した。
リンカーンは作戦が進行する間にワシントンが攻撃されることからは楯になる陸路からの進軍に賛成だったが、マクレランはバージニア州の道路事情が耐え難いものであること、首都の防衛には然るべき手を撃つこと、およびマクレランがリッチモンドに近付けばジョンストン軍がきっと着いてくることを論じた。この作戦は首都で3ヶ月間論じられ、最後に3月初旬、リンカーンがマクレランの提案を承認した。しかし、3月9日までに、ジョンストンはその軍隊をセンタービルからカルペパーまで後退させ、マクレランのアーバナ上陸作戦は実行不可能になった。リトルマック（マクレランの渾名）は続いて、モンロー砦まで船で渡り、そこからバージニア半島（ジェームズ川とヨーク川の間の細長い地帯）を遡ってリッチモンドに至る案を提案し、リンカーンは渋々同意した。
マクレランは半島に向けて出発するまえにそのポトマック軍をセンタービルに向けて「馴らし運転」させた。そこでは、いかにジョンストン軍とその陣地が実際には弱かったかを悟り、高まる批判に曝されることになった。3月11日、リンカーンの戦争命令書第3号で、マクレランは北軍の総司令官から解任となり、待ち構える難しい作戦に全ての注意を払えるようにした。ポトマック軍は3月17日にモンロー砦に向けて出航した。

## 対戦した勢力
ポトマック軍は、マクレランがモンロー砦に到着した時に約5万名がいたが、この数字は対決が始まる前に121,500名まで膨れた。これらの兵士に、15,000頭の馬とロバ、および1,150両の荷車を運ぶことは大変な仕事だった。113隻の蒸気船、188隻のスクーナーおよび88隻のバージを要した。軍隊は3個軍団とその他の部隊に組織化された。
- 第2軍団、指揮はエドウィン・V・サムナー准将、2個師団（イズラエル・B・リチャードソン、ジョン・セジウィック各准将）
- 第3軍団、指揮はサミュエル・P・ハインツェルマン准将、3個師団（フィッツ・ジョン・ポーター、ジョセフ・フッカー、およびチャールズ・S・ハミルトン各准将）
- 第4軍団、指揮はエラスムス・D・キーズ准将、3個師団（ダライアス・コウチ、ウィリアム・F・"ボールディ"・スミスおよびサイラス・ケーシー各准将）
- 第1軍団の第1師団、指揮はウィリアム・B・フランクリン准将
- 予備歩兵隊、指揮はジョージ・サイクス准将
- 騎兵隊、指揮はジョージ・ストーンマン准将
- モンロー砦守備隊、ジョン・E・ウール少将指揮下の12,000名。陸軍省はウールがマクレランより表向き上級将官であることを認識し、直ぐにウールをボルティモア勤務の他の方面軍に転任させた。

南軍側では、ジョンストンの北バージニア軍（3月14日に新しく命名）は、3つの翼で構成され、翼ごとに数個旅団があった。
- 左翼、指揮はD・H・ヒル少将、4個旅団（ロバート・E・ローズ、ウィンフィールド・S・フェザーストン、ジュバル・アーリーおよびガブリエル・J・レインズ各准将）
- 中央翼、指揮はジェイムズ・ロングストリート少将、6個旅団（A・P・ヒル、リチャード・H・アンダーソン、ジョージ・ピケット、カドマス・M・ウィルコックス、ローリー・E・コールストンおよびロジャー・A・プライア各准将）
- 右翼、指揮はジョン・マグルーダー少将、ラファイエット・マクローズ准将の師団（4個旅団（ポール・J・セムズ、リチャード・グリフィス、ジョセフ・B・カーショーおよびハウエル・コブ各准将））およびデイビッド・R・ジョーンズ准将の師団（2個旅団（ロバート・A・トゥームズおよびジョージ・T・アンダーソン各准将））
- 予備部隊、指揮はグスタヴス・ウッドソン・スミス少将
- 騎兵隊、指揮はJ・E・B・スチュアート准将

しかし、ポトマック軍が到着したとき、マグルーダーの13,000名のみが半島で向かい合った。主力のジョンストン軍43,000名はカルペパーに、セオフィラス・H・ホームズ少将軍6,000名はフレデリックスバーグに、またベンジャミン・フーガー少将軍9,000名はノーフォークにいた。リッチモンドでは、ロバート・E・リー将軍がカロライナ海岸の防塞化任務から戻り、3月13日にジェファーソン・デイヴィス大統領の首席軍事顧問になった。
シェナンドー渓谷にいた軍隊はこの作戦では間接的な役割を演じた。北軍のナサニエル・バンクスおよびアービン・マクドウェル各少将指揮下の約5万名が、バレー方面作戦を遂行中のストーンウォール・ジャクソン麾下のかなり小さな部隊の追跡に携わっていた。小さな戦闘におけるジャクソンの卓越した操軍と戦術的な成功により、北軍がマクレラン軍を補強することを妨げ、マクレランは大いに失望した。マクレランの作戦では、マクドウェルが3万名を率いて加わることになっていた。

## 戦闘

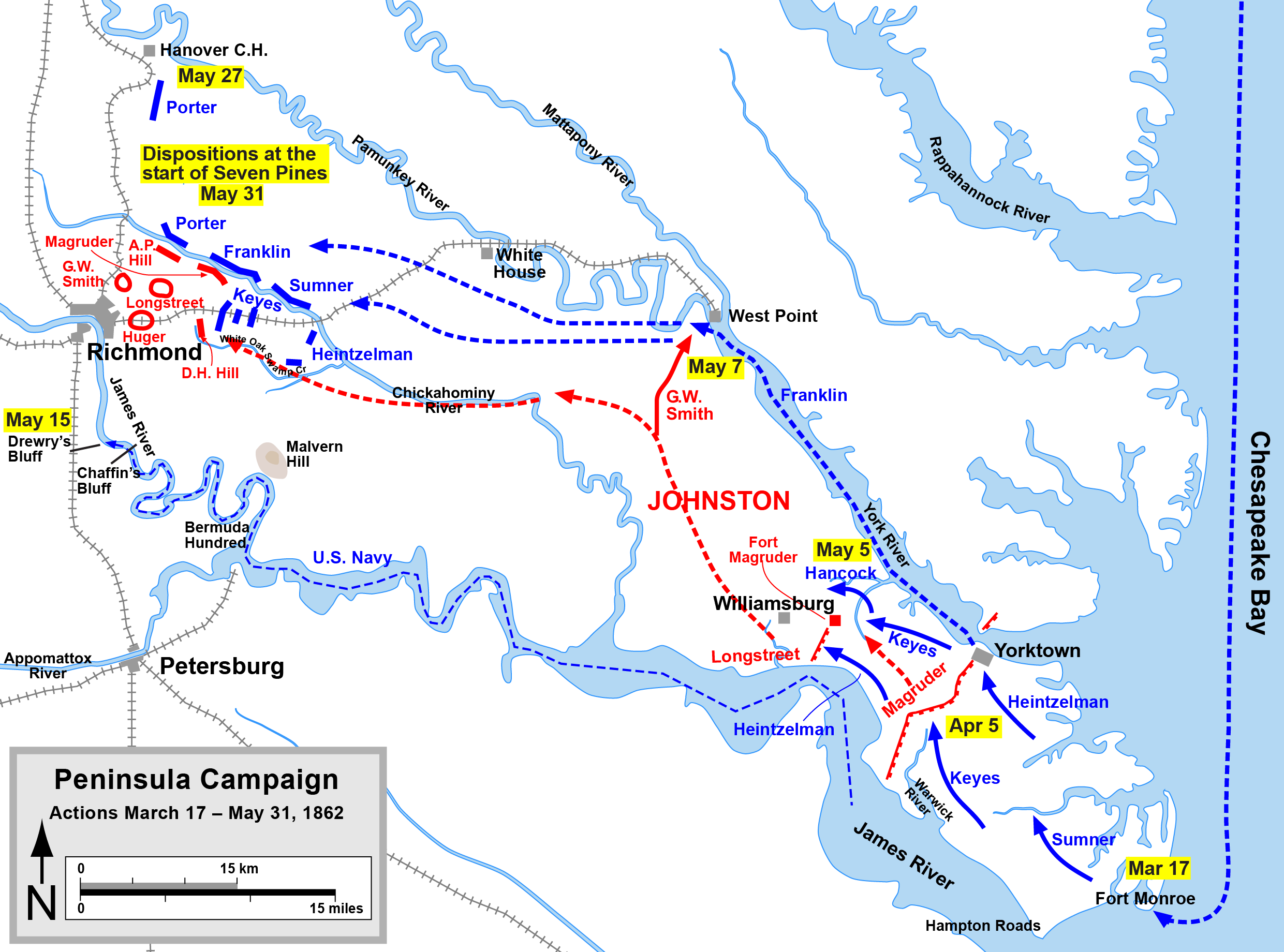
半島方面作戦。セブンパインズの戦いまでの地図

### ハンプトン・ローズの海戦（1862年3月8日-3月9日）
3月8日は、初めての鉄板装甲艦の戦闘となった。南軍海軍の新造艦CSSバージニアがチェサピーク湾からハンプトン・ローズに至る入り口を封鎖していた木製の北軍艦船の前に現れ、北軍艦船を徹底的に破壊した。しかし、翌3月9日、北軍のこれも新造の鉄板装甲艦USSモニターが現れた。2隻の鉄板装甲艦は決着の着かない戦いを交わし、その日が終わる頃にそれぞれ撤退した。
ハンプトン・ローズの結果、軍隊の輸送船がその経路で直接この新しい武器に襲われる可能性が生じたので、新たな心配を生んだ。またアメリカ海軍はジェームズ川でもヨーク川でもマクレランの作戦遂行を保護できると確信させられなかったので、マクレランのヨークタウンを取り囲む水陸協働作戦は放棄され、4月4日に半島を前進するよう命じた。4月5日に、マクレランはマクドウェエル軍団がモンロー砦で彼の軍隊に加わることはないと分かった。ジャクソンのバレー方面作戦の圧力に加えて、リンカーン大統領は、マクレランがワシントンを守るには不十分な軍隊を残し、部隊の勢力を報告するときに実際には他所に配置されているものをワシントン防衛分に数えて、マクレランが欺こうとしていると考えた。マクレランは約束された資源が無いままに主要な方面作戦を率いることを強いられていると抗議したが、ともかく前進することにした。

### ヨークタウンの包囲戦（4月5日-5月4日）
北軍はヨークタウン（1781年にイギリス軍チャールズ・コーンウォリス将軍がジョージ・ワシントン将軍に降伏した場所）に進軍した。そこでは、マグルーダーの13,000名の部隊が町の両側とウォーウィック川に沿って塹壕を造って戦列を布いており、半島をほとんど完全に横切る形になっていた。マクレランはヨークタウンを包囲することに決め、ほぼ1ヶ月を費やして、その任務に必要と感じる重火器や物資を集めた。戦前は素人俳優であったマグルーダーは、少数の部隊を同じ場所で何度もこれ見よがしに行進させ、自軍の勢力を大きく見せるようにしてマクレランを欺くことに成功した。マクレランは半島をリッチモンドに向かって遡ることを中断し、包囲戦用の砦を構築し、包囲戦用の大砲を前面に出すことを命じた。そうしている間にジョンストンはマグルーダーに援兵を送った。4月16日、北軍はリーズミルあるいはダム1号で南軍の弱いところに探りを入れた。しかし、この攻撃の当初の成功を活かすことができず、マクレランはさらに2週間待機し、一方で海軍にはヨークタウンやグロスター・ポイントの南軍大砲を迂回し、ヨーク川を遡ってウエストポイントに至り、ウォーウィック川戦線の側面を衝くという作戦を説得しようとしていた。マクレランは5月5日の夜明けに集中砲火を開始する考えだったが、南軍は5月3日の夜間に町を抜け出し、ウィリアムズバーグまで後退した。マクレラン軍の長々とした遅延の間に、天候や兵站の難しさ、およびマクレランの明らかな度胸のなさの性もあって、ジョンストンはリッチモンドを守るための軍の再配置を行う適度な時間が持てた。ジェイムズ・ロングストリートの翼の一部がマグルーダーの塹壕を占有して、後退の殿軍として務めた。5月4日、両軍の間に小競り合いが発生した。ストーンマンの北軍騎兵隊も、J・E・B・スチュアートの南軍騎兵隊と小競り合いを演じた。

### ウィリアムズバーグの戦い（5月5日）
この作戦で最初の会戦は北軍41,000名近くと南軍32,000名を巻き込んだ。マクレランはこの日ほとんど後方に下がっており、北軍の指揮はサムナーに任され、サムナーは全軍のほぼ半分しか使わなかった。ジョセフ・フッカーの師団がウィリアムズバーグ近くで南軍の殿軍に遭遇した。フッカーはヨークタウンから続くウィリアムズバーグ道路沿いに造られた土盛りの防御陣地であるマグルーダー砦に攻撃を仕掛けたが、撃退された。ロングストリートが反撃し、北軍の左翼側面を圧倒するほど脅かしたが、フィリップ・カーニー准将の旅団が到着して北軍の陣地を守った。続いて北軍のウィンフィールド・スコット・ハンコック准将旅団が南軍の左翼を脅かし、2つの放棄された防塞を占領した。南軍は反撃したが失敗した。ハンコックの局地的な成功は活かされなかった。南軍は夜の間に後退を続けた。戦闘は実質的な決着が着かず、北軍はその前にあるかなり少数の部隊を打ち破ることも出来ずに失望もあったが、マクレランは陸軍省に宛てて勝利を告げる電報を打った。

### エルサムズ・ランディング（あるいはウエストポイント）の戦い（5月7日）
マクレランの次の作戦は、4師団（フランクリン、ポーター、セジウィックおよびリチャードソン）を1つずつヨーク川を遡らせ、ウエストポイント近くのエルサムズ・ランディングに行かせて、ジョンストンの半島後退を遮らせることだった。ジョンストンはこの動きを察知して、G・W・スミスの師団を送り、最初に上陸したフランクリン師団を妨害させた。スミスは激しい戦いでフランクリンに戦術的勝利を挙げたので、マクレランは、リッチモンドへ向かう道路が引き続き悪い状態にあるにも拘わらず、水陸協働の作戦を諦めることになった。
5月9日、ノーフォークで孤立していた南軍の部隊が、ハンプトンローズを渡ってきた北軍の大部隊に直面し、ノーフォーク市と海軍基地を放棄した。5月11日、CSSバージニアはアメリカ海軍による捕獲を免れるために自爆した。リンカーン大統領は、陸軍長官エドウィン・M・スタントンと財務長官サーモン・チェイスと共に、財務省の密輸監視艇マイアミで5月6日にモンロー砦に到着しており、作戦のこの部分を目撃した。リンカーンはノーフォーク市が脆弱であり、ジェームズ川は支配可能と考えたが、マクレランは前線にあって忙しく、大統領に会えなかった。リンカーンはその総司令官としての直接権限を行使し、5月8日にその地域の南軍砲台への海軍艦砲射撃を命令し、個人的に岸の偵察を行うために2人の長官とともに小さな船で出発した。モンロー砦の上級指揮官ジョン・E・ウール少将の指揮する軍隊が、ほとんど抵抗されずに5月10日にノーフォーク市を占領した。

### ドルーリーズブラフの戦い（5月15日）
ヨークタウンが北軍の手に落ち、バージニアが自沈したこの時点で、ジェームズ川は北軍の砲艦の意のままとなった。5月15日、北大西洋封鎖戦隊の鉄板装甲艦USSモニターとUSSガリーナを含む5隻の砲艦がジェームズ川を遡り、リッチモンドの守りを試した。リッチモンドからは約7マイル (11 km)にあるダッチ・ギャップの上流、川の屈曲部まで到達すると、5隻の砲艦は水面下の障害物とドルーリーズ・ブラフ上のダーリング砦にある砲台からの砲火に遭遇し、ガリーナは大きな損傷を負った。南軍の大砲は河面から600フィート (180 m)上に据えられており、あまりに高くて海軍の大砲では対抗できなかった。北軍の戦隊は少なくとも14名が戦死し、13名が負傷して引き返した。ガリーナの指揮官ジョン・ロジャーズはマクレランに、南軍の首都から10マイル (16 km)以内に北軍の部隊を揚陸できると報告したが、マクレランは作戦中にこの可能性を一度も試さなかった。
マクレランは切望していたジェームズ川からリッチモンドに迫る案を否定され、パマンキー川（ヨーク川の航行可能な支流）沿いのホワイトハウス・ランディングに補給基地を設けた。そこからはリッチモンド・ヨーク川鉄道がリッチモンドに延びて川を渡っていた。マクレランは鉄道を徴用し機関車と車両を艀が着けられる場所まで動かした。
それから3週間、マクレランは慎重にリッチモンドに向けてじわじわ進んだ。5月18日、ポトマック軍を再編成し、2人の少将を軍団指揮官に昇進させた。フィッツ・ジョン・ポーターは新しい第5軍団長に、ウィリアム・B・フランクリンを第6軍団長とした。北軍はリッチモンド市の北東に105,000名を置いており、ジョンストン軍6万名を上回っていたが、マクレランの参謀にいる探偵アラン・ピンカートンからの誤った情報によって、マクレランは逆に1対2で劣勢と信じ込んでいた。5月23日から26日にかけて、両軍の戦線の間で多くの小競り合いが起こった。特に先のドルーリーズ・ブラフの戦いで砲艦からの砲声を聞いた後では、リッチモンド市内の緊張感は高かった。

### ハノーバーコートハウスの戦い（5月27日）
北軍がリッチモンド市外郭の防衛線に近付くと、チカホミニー川に分断されて、前線での進退能力が弱められた。5月27日、フィッツ・ジョン・ポーターの第5軍団の一部が北へ張り出してポトマック軍の右翼を守った。ポーターの目的はハノーバーコートハウス近くの南軍に対処することであり、そこはフレデリックスバーグから南進してくるマクドウェルの援軍の通り道であり、脅威となっていた。ローレンス・オブライアン・ブランチ准将の小さな南軍部隊がピークの交差点で乱戦を演じ敗れた。しかし、北軍の勝利は意味のないものになった。マクドウェエルはシェナンドー渓谷の第一次ウィンチェスターの戦いで、バンクスの部隊が崩壊したという報せに、フレデリックスバーグまで呼び戻された。ポーターがいない間に、マクレランはチカホミニー川の南に部隊を多く動かすことを躊躇し、その左翼はジョンストンにとって魅力ある目標にされた。

### セブンパインズ（あるいはフェアオークス）の戦い（5月31日-6月1日）
5月31日、ジョンストンは雨で脹れ上がったチカホミニー川に跨っている北軍の状態に付け込もうと考え、川の北にいる3個軍団からは孤立した形にある川の南の2個軍団（ハインツェルマンの第3軍団とキーズの第4軍団）を攻撃した。南軍の攻撃作戦は複雑で連係がうまく取れず、誤った動きになって攻撃が遅れたが、第4軍団を後退させ大きな損失を負わせることに成功した。両軍共に多くの部隊を投入したが、南軍は勝利を得るために必要な量の集中を成し得なかった。右翼には13個旅団がいたが、一度に4個旅団を越えて戦うことが無かった。北軍の陣地は第3軍団とサムナーの第2軍団からジョン・セジウィックの師団（サムナーの発案で川を渡った）の支援で、第4軍団が崩壊する前に落ち着けられた。ジョンストン将軍はこの戦闘中に重傷を負い、北バージニア軍の指揮は一時的にG・W・スミスに引き継がれた。ロバート・E・リー将軍が間もなく恒久的な指揮官となった。6月1日、南軍は多くの援軍を動員した北軍に対する攻撃を再開したが、ほとんど進展は無かった。両軍共にほぼ同じくらいの損失をだし、共に勝利を主張したが、どちらも大した成果は無かった。ジョージ・マクレランのリッチモンドに向けた前進は止まり、ジョンストン軍はリッチモンドの防御工作物の背後に退いた。

## その後、七日間
マクレラン将軍はその攻撃的行動を捨てることを選択し、包囲戦を布いてリンカーン大統領に要請した援軍の到着を待つことにした。マクレランはこの後、戦略的気運を取り戻すことが無かった（実際に戦争の全体への関与で）。
リーはマクレランの前進が1ヶ月も止まったことを利用して、リッチモンドの防御を固め、それを南のジェームズ川沿いにあるチャフィンズ・ブラフまで拡張した。ジェームズ川の南では、防衛線が南のピーターズバーグまで延ばされた。新しい防衛線の長さは約30マイル (50 km)になった。リーは防衛線構築の時間を稼ぎ、攻撃に備えるために、少数の部隊を実際の勢力よりも大きく見せる戦術を繰り返した。マクレランはJ・E・B・スチュアートの大胆不敵な（しかし一方では軍事的に掴み所のない）騎兵隊が北軍の回りを乗り回すこと（6月13日-15日）でも神経を苛立てられた。
半島方面作戦の第2段階は、リーが七日間の戦い（6月25日-7月1日）においてリッチモンドの東で激しい反撃を始めたことで、北軍にとっては後ろ向きの展開になった。これらの戦闘で南軍は意義有る戦術的勝利を挙げられなかった（最終日のマルバーンヒルの戦いは南軍の決定的敗北）が、リーの攻撃の粘り強さと、突然その西側に現れたストーンウォール・ジャクソンの「歩く騎兵」隊はマクレランのやる気を無くし、マクレランはその軍をジェームズ川の基地まで後退させた。リンカーンは後にポトマック軍をワシントンD.C.地域まで引き返させ、ジョン・ポープの北バージニア方面作戦と第二次ブルランの戦いを支援させた。バージニア半島は1864年5月まで比較的静穏であったが、この時はベンジャミン・バトラーがバミューダ・ハンドレッド方面作戦の一環として再度侵入した。